# Trichoderma
Trichoderma è un genere di funghi, descritto originariamente da Christian Hendrik Persoon nel 1794, appartenenti alla famiglia delle Hypocreaceae e presenti nei suoli a ogni latitudine. Molte specie di Trichoderma sono simbionti opportunisti e avirulenti in grado di stabilire una relazione mutualistica endofitica con diverse piante.

## Caratteristiche
Le colture crescono tipicamente in modo rapido alla temperatura di 25-30 °C, ma alcune specie di Trichoderma crescono a 45 °C. Le colonie sono inizialmente trasparenti su terreni come l'agar farina di mais-destrosio (CMD) o bianche su mezzi più ricchi come l'agar patata-destrosio (PDA). Le ife sono settate e ialine. I conidiofori sono altamente ramificati e perciò difficili da definire o misurare.

## Agenti di biocontrollo
Diversi ceppi di Trichoderma trovano impiego come agenti di biocontrollo contro le malattie fungine delle piante. I meccanismi di azione includono l'antibiosi, il parassitismo, l'induzione di resistenza nella pianta, e la competizione. Le principali specie utilizzate come agenti di biocontrollo sono Trichoderma asperellum, Trichoderma harzianum, Trichoderma viride, e Trichoderma hamatum. Gli agenti di biocontrollo crescono generalmente sulla superficie della radice, agendo quindi in particolar modo sulle malattie che colpiscono questo organo, ma possono essere efficaci pure contro le malattie fogliari.

## Considerazioni mediche
Dal punto di vista della salute umana, sebbene non sia considerato pericoloso, Trichoderma longibrachiatum è stato isolato come contaminante ad elevato potenziale allergenico nella muffa domestica e la sua presenza è stata riscontrata nell'organismo di pazienti immunodepressi. Trichoderma longibrachiatum produce piccoli peptidi, altamente resistenti al calore e agli antimicrobici, contenenti amminoacidi non presenti nelle proteine comuni, come l'acido α-amminoisobutirrico. La loro tossicità è dovuta alla formazione di nanocanali, all'interno delle cellule, che ostruiscono i canali ionici vitali che trasportano gli ioni sodio e potassio attraverso la membrana cellulare.  
Il fungo Trichoderma polysporum è uno degli organismi in grado di sintetizzare la ciclosporina A (CsA), un inibitore della calcineurina utilizzato come immunosoppressore per prevenire il rigetto degli organi trapiantati.

## Usi industriali
Le colture in sospensione di alcuni ceppi del genere Trichoderma sono utilizzate per produrre a livello industriale certi enzimi: in questo modo, dal Trichoderma reesei si ricavano le cellulasi e le emicellulasi, dal Trichoderma longibrachiatum la xilanasi, e dal Trichoderma harzianum la chitinasi.